# Komuna e Terthorës
Komuna e Terthorës är en kommun i Albanien.   Den ligger i prefekturen Qarku i Kukësit, i den norra delen av landet, 100 km nordost om huvudstaden Tirana. Komuna e Terthorës ligger vid sjön Liqeni i Fierzës.
Trakten runt Komuna e Terthorës består till största delen av jordbruksmark.  Runt Komuna e Terthorës är det ganska tätbefolkat, med 75 invånare per kvadratkilometer.